# Breviata
Breviata anatema es un protista ameboide que carece de mitocondrias, pero que presenta numerosas diferencias con respecto a otras amebas amitocondriales como Entamoeba y Endolimax, por lo que se le clasifica en un grupo aparte. Junto a Subulatomonas tetraspora constituye el grupo Breviatea. Al carecer de mitocondrias es anaerobio o microaerófilo y aunque presenta genes que procenden de mitocondrias, se supone que estas han podido degenerar. Se le incluye en la clase Breviatea, aunque las relaciones con los demás grupos no están claras. Cavalier-Smith lo incluye en Sulcozoa.